# Fisica statistica
La fisica statistica è una teoria fondamentale della fisica che usa metodi statistici per risolvere problemi fisici. Può descrivere numerosi fenomeni di natura stocastica, includere problemi riguardanti le reazioni nucleari e alcuni fenomeni biologici, chimici, neurologici e perfino alcuni relativi alle scienze sociali come la sociologia.

## Descrizione
Il termine "fisica statistica" è usato per indicare approcci statistici e probabilistici relativamente alla meccanica classica e quantistica. La meccanica statistica è spesso usata come sinonimo, in particolare, quando il contesto richiede una distinzione, si usano i termini di meccanica statistica classica e meccanica quantica statistica.
Un'analisi statistica si può utilizzare quando il numero di gradi di libertà, ovvero il numero di variabili, è così grande che la soluzione esatta o analitica non è possibile o difficilmente ricavabile: si rinuncia allora ad informazioni strettamente deterministiche sullo stato e sull'evoluzione del sistema accettando come soluzione informazioni puramente statistiche ovvero sotto forma di distribuzioni di probabilità (es. distribuzione di Maxwell-Boltzmann, distribuzione di Fermi-Dirac, distribuzione di Bose-Einstein) e relativi parametri statistici (media, mediana, varianza, deviazione standard, moda ecc...). Questo accade comunemente in molti sistemi fisici reali che si discostano dal semplice corpo fisico soggetto ad una risultante di forze e momenti o dal problema dei due corpi: storicamente proprio il problema dei tre corpi rappresenta il primo problema fisico non risolvibile analiticamente per manifesta complessità. La meccanica statistica si può anche usare in termodinamica statistica, dinamiche non-lineari, teoria del caos, fluidodinamica e fisica del plasma.
Sebbene alcuni problemi di fisica statistica possono essere risolti analiticamente usando approssimazioni, le più recenti ricerche utilizzano in larga scala i moderni computer per simulare o approssimare le soluzioni. Un approccio di soluzione ai problemi statistici si può effettuare ad esempio tramite il metodo Monte Carlo.